# 曼达尼奇
曼达尼奇（義大利語：Mandanici），是意大利西西里大区墨西拿廣域市的一个市镇。总面积11平方公里，人口649人，人口密度59.0人/平方公里（2009年）。ISTAT代码为083045。